# Serguei Klitxkov
Serguei Antónovitx Klitxkov rus: Серге́й Анто́нович Клычко́в (sobrenom del poble de la família, de vegades utilitzat com a pseudònim - cognom real Leixenkov rus: Лешенков, 13 de juliol [C.J. 1 de juliol] de 1889, Dubrovka, gubèrnia de Tver - 8 d'octubre de 1937, Moscou) - fou un poeta, escriptor en prosa i traductor rus i soviètic. Les seves obres més populars són: "Primavera al bosc" rus: Весна в лесу, "La novel·la de sucre" rus: Сахарный роман i "Príncep de pau" rus: Князь мира.

## Biografia
Nasqué a la vila de Dubrovka, llavors gubèrnia de (avui raion de Tàldomski de l'óblast de Moscou) a la família d'un sabater-vell creient. En 1899, amb l'assessorament d'un mestre del poble, el pare el va portar a Moscou, on va començar a estudiar a l'escola I. I. Fiedler (carrer de Lobkovski). Com a estudiant, va participar en la revolució de 1905 i va formar part del de la brigada de combat de Serguei Koniónkov. El 1906, va escriure una sèrie de poemes sobre temes revolucionaris,impresos a l'almanac "A la cruïlla" rus: На распутье Na raspútie. Els primers poemes de Klitxkov van ser aprovats per Serguei Gorodetski.
En 1908, amb l'ajuda de Modest Ilitx Txaikovski va anar a Itàlia, on es va reunir amb Maksim Gorki i Anatoli Lunatxarski. Després de tornar d'Itàlia, va ingressar al Departament d'Història i Filologia de la Universitat de Moscou, 
però mai no va acabar els estudis (fou expulsat el 1913). El 1911, amb l'ajut financer de M. Txaikovski, l'editorial "Altsiona" va publicar la seva primera col·lecció poètica: "Cançons" rus: Песни Pesni. El 1914, a la mateixa editorial, va aparèixer la seva segona col·lecció, titulada "El jardí secret" rus: Потаённый сад Potaivonnii sad.
Durant la Primera Guerra Mundial va anar al front; va començar la guerra a Helsingfors, i després va ser traslladat al Front Occidental; més tard, ja amb el rang de suboficial, a Balaklava, lloc on aniria amb la seva estimada (aviat la seva futura muller), Ievguénia Aleksàndrovna Lobova. Les impressions militars de Klitxkov es reprodueixen més tard en la novel·la "Sucre alemany". rus: Сахарный немец Sakharni nemets
Després de la revolució d'octubre, a Moscou, a l'edifici de la Proletkult, viu en una habitació amb Serguei Iessenin. En la mansió del carrer Vozdvijenka, amb la participació de Klitxkov, Iessenin, Oreixin, Beli, es va establir l'editorial "Equip de treball dels artistes de la paraula de Moscou" rus: Московская трудовая артель художников слова, i es va obrir la botiga d'aquesta editorial al carrer Bolxaia Nikítskaia. En aquesta editorial es van publicar diverses col·leccions de Klitxkov.
En 1919-1921 va viure a Crimea, on estigué a punt de ser tirotejat (primer pels makhnovistes, i després pels Guàrdies Blancs). El 1921 es va traslladar a Moscou, on va treballar principalment a la revista Krasnaia nov rus: Красная новь.
Les primeres col·leccions de poesia de Klitxkov ("Cançons: tristesa-alegria" rus: Песни: Печаль-Радость "Lada" rus: Лада. "Bova" rus: Бова, 1911; "El jardí secret" rus: Потаенный сад, 1913) s'emmarquen, en gran manera, en la tendència "nova camperola" - Iessenin, Kliúiev, Ganin, Oreixin, etc. Alguns dels versos de Klitxkov es van publicar a l'"Antologia" de la casa editorial "Musaguet" rus: Мусагет. Els primers temes de Klitxkov es van aprofundir i desenvolupar en les següents col·leccions: "Roureda" rus: Дубрава (1918) "Cançons domèstiques" rus: Домашние песни (1923), "L'hoste meravellós" rus: Гость чудесный (1923), "Les grues visitants" rus: В гостях у журавлейen versos que reflecteixen les impressions de la Primera Guerra Mundial, la destrucció del poble; una de les imatges principals es converteix en la imatge d'un desconegut solitari i sense llar.. A la poesia de Klychkov, apareixien notes de desesperació, desesperació, causades per la mort sota l'atac de la "màquina" civilització "descendent del camí de la naturalesa de l'antiga Rússia".
Klitxkov fou un dels tres autors de la cantata dedicada als "caiguts en la lluita per la pau i la fraternitat dels pobles" (1918).
Klitxkov va escriure tres novel·les: la satírica "Sucre alemany" (1925, el 1932, va ser publicada sota el títol "L'últim Lel"), el conte de fades mitològic "Txertukhinski balakir" (1926 i "Príncep de la pau" (1928). Van ser concebuts com a part dels nou llibres de "La vida i la mort" rus: Живот и смерть; es van anunciar els noms de les següents parts: "El paó Kitejski" rus: Китежский павлин, "Cavaller gris" rus: Серый барин», "Burkan - fill d'un camperol" rus: Буркан — мужичий сын, "Salvador de la sang" rus: Спас на крови, "El fantasma rus" rus: Призрачная Русь, "Ant amb banyes d'or" rus: Лось с золотыми рогами, però cap d'elles va aparèixer a la premsa.
| «                 | Les lletres de Klitxkov estan relacionades amb l'art popular, busca el consol en la natura. Al principi els seus poemes eren narratius, més tard es diferenciaven en certes meditacions d'una naturalesa pessimista i panteista, però sempre estaven lluny de qualsevol caràcter revolucionari. En la prosa de Klitxkov, apareix la seva connexió original amb el món de la pagesia i la demonologia camperola, així com la influència de N. Gògol, N. Leskov i A. Remizov. <...> Les novel·les de Klitxkov no són riques en acció, estan formades per escenes separades, associatives, plenes d'imatges del món de la realitat i del món del somni i els esperits; la història es desenvolupa en nom del pagès: un aficionat a parlar sobre diferents temes, el ritme d'aquesta prosa sovint és molt bo. La ciutat, les màquines, el ferro i les xemeneies de les fàbriques com a símbols de la revolució proletària es transformen per a Klitxkov, amb la seva vinculació al món metafísic del poble i el bosc, en les eines de Satanàs. | » |
| — Wolfgang Kasack | |   |

Klitxkov també va publicar articles crítics ("Muntanya pelada" rus: Лысая гора, 1923, "L'afirmació de la simplicitat" rus: Утверждение простоты, 1929), traduccions (a la dècada de 1930 va traduir les epopeies dels pobles de la URSS, cançons i llegendes populars, va traduir obres de molts poetes georgians: G. Leonidze, Vaja Pxavela et al., Traduí el famós poema de Xota Rustaveli L'embolcallat amb pell de pantera).
El poeta estava molt familiaritzat amb Iessenin, Koniókov i Vassíliev.
El 1937 Klitxkov fou arrestat per l'NKVD i acusat de ser un associat de Lev Kàmenev i un membre de l'organització terrorista antisoviética (i aparentment fictícia) anomenada Partit Laborista Camperol. Va ser executat el 8 d'octubre. A la dècada de 1990 van aparèixer documents que semblaven provar que, en aquell dia, fou assassinat per un oficial de l'NKVD durant l'interrogatori a la presó de Lefortovo. Va ser absolt pòstumament de totes les acusacions i rehabilitat el 1956 (L'informe de rehabilitació va revelar la data falsa de la mort - 21 de gener de 1940, que també es va recollir en algunes publicacions).

## Memòria
A la pàtria del poeta, al poble de Dubrovki, districte de Tàldomski, regió de Moscou, es va establir el Museu Memorial de Klychkov.

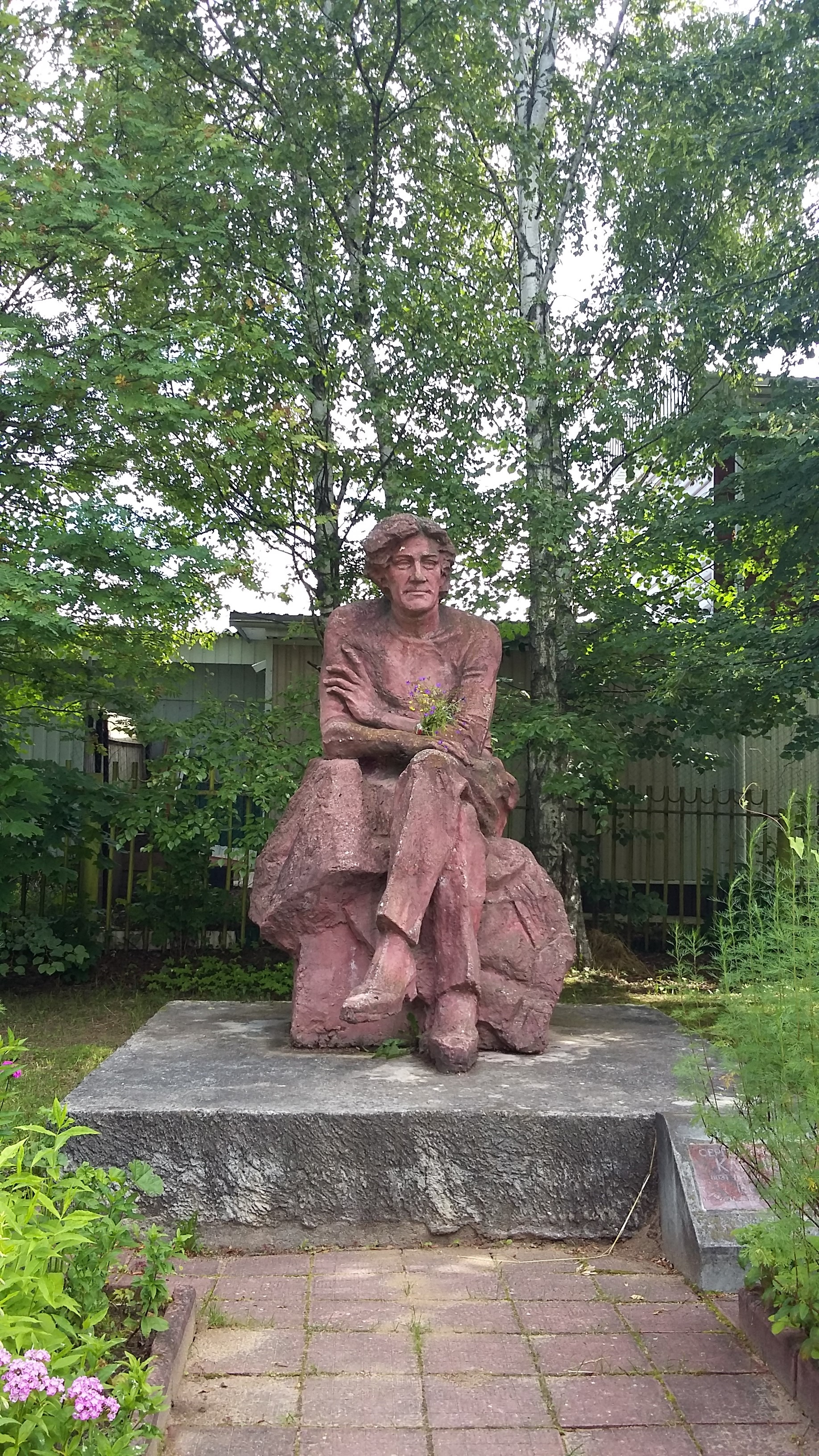
Un monument al poeta Serguei Klitxkov a la ciutat de Tàldom

## Obres

### Editades en vida de l'autor (en rus)
- Песни ("Cançons", 1911)
- Потаенный сад("El jardí secret", versos, 1913 i 1918)
- Дубрава ("Roureda", versos, 1918)
- Кольцо Лады ("L'anell de Lada", 1918)
- Гость чудесный ("El convidat meravellós", 1923)
- Домашние песни ("Cançons domèstiques", 1923)
- Сахарный немец ("Sucre alemany", 1925)
- Чертухинский балакирь ("Txertukhinski balakir", 1926)
- Последний Лель ("L'últim Lel" (?), 1926)
- Талисман ("Talismà", versos, 1927)
- Князь мира ("Príncep de la pau", 1928)
- В гостях у журавлей ("Grues visitants", versos, 1930)
- Сараспан ("Saraspan", versos, folklore i traducció, 1936)

L'any 2000 es van publicar les "Obres col·leccionables de S. Klitxkov" en dos volums (compilació, preparació del text, comentaris de M. Nike, N. M. Solntseva, S. I. Subbotin). El 2011, l'Institut de Literatura Maksim Gorki va publicar el llibre "Estudis i materials sobre els resultats d'una conferència científica internacional dedicada al 120è aniversari del naixement de S.A. Klitxkov".